# Nuptadi Planitia
Nuptadi Planitia est une plaine située sur Vénus dans le quadrangle de Godiva. Elle a été nommée en référence à Nuptadi, héroïne populaire mandan possédant une robe magique en coquillage.